# میلاد (فیلم)
میلاد فیلمی به کارگردانی و نویسندگی ابوالفضل جلیلی و تهیه‌کنندگی علی فخر شفائی ساخته سال ۱۳۶۳ است.

## خلاصه داستان
یک کارمند راه آهن به دلیل مبارزه علیه رژیم سلطنتی دستگیر و به تهران منتقل می‌شود. فرزند او، میلاد، شاهد دستگیری پدر است. او همراه مادر و خواهر کوچکش راهی پایتخت می‌شود و برای یافتن پدر به زندان‌های مختلف مراجعه می‌کند.

## جشنواره‌ها
- جشنواره فیلم فجر ـ دوره سوم
- جشنواره بین‌المللی فیلم روتردام ـ دوره بیست و هشتم  (هلند)